# Russ Carnahan
Pour les articles homonymes, voir Carnahan.
John Russell Carnahan dit Russ Carnahan est un homme politique américain, né le 10 juillet 1958 à Columbia (Missouri). Membre du Parti démocrate, il représente le Missouri à la Chambre des représentants des États-Unis de 2005 à 2013.

## Biographie

### Études et débuts en politique
Russ Carnahan est diplômé d'un doctorat en droit de l'université du Missouri à Columbia en 1983. Il se présente à la Chambre des représentants des États-Unis en 1990, mais il est battu par le représentant républicain sortant du 8e district du Missouri, Bill Emerson (en), qui réunit 57 % des suffrages.
En 2000, il se présente à la Chambre des représentants du Missouri. Malgré d'importants soutiens financiers et politiques, il ne remporte la primaire démocrate qu'avec 64 voix d'avance. Il est élu représentant d'État en 2000 et réélu en 2002.

### Représentant des États-Unis
Carnahan est à nouveau candidat à la Chambre des représentants fédérale lors des élections de 2004. Dans le 3e district du Missouri, un siège de la banlieue de Saint-Louis favorable aux démocrates, il fait partie des dix démocrates tentant de succéder à Dick Gephardt, candidat à l'élection présidentielle. Profitant de la notoriété de sa famille, il remporte la primaire démocrate avec 22,9 % des suffrages, devant l'universitaire Jeff Smith (21,3 %), le sénateur Steve Stoll (18,1 %) et la représentante Joan Barry (17,7 %). S'il n'arrive en tête dans un aucun comté de la circonscription, il profite d'un vote géographiquement plus homogène que ses concurrents. Il est élu représentant avec 53 % des voix face au républicain Bill Federer.
Il est réélu avec environ deux tiers des suffrages en 2006 et 2008. Lors de la vague républicaine de 2010, Carnahan remporte un quatrième mandat de justesse. Le soir des élections, il est longtemps distancé par son adversaire républicain Ed Martin, avant que les bulletins de Saint-Louis, bastion démocrate, ne soient comptés. Il devance finalement Martin d'environ 4 400 voix, doit 2,2 points.
À la suite du recensement de 2010, le Missouri perd un siège à la Chambre des représentants et les districts sont redécoupés. La circonscription de Carnahan disparaît, disloquée entre le 1er district, le 2e district et un nouveau 3e district (anciennement le 9e). Carnahan choisit d'être candidat aux élections de 2012 dans le 1er district, représenté par son collège démocrate Lacy Clay, les deux autres circonscriptions étant désormais favorables aux républicains. Alors que Clay critique ce choix de ne pas se représenter dans le nouveau 2e district (qui englobe 40 % de son ancienne circonscription), Carnahan attaque Clay pour son manque d'assiduité au Congrès. Clay remporte facilement la primaire avec 63,2 % des suffrages contre 33,9 % pour Carnahan.
Durant ses mandats, Carnahan est considéré comme un démocrate modéré, capable de travailler de manière transpartisane.

### Après le Congrès
En 2016, Carnahan se présente au poste de lieutenant-gouverneur du Missouri. Il remporte facilement la primaire démocrate face au pasteur et représentant d'État Tommie Pierson. En novembre, alors que les républicains raflent les cinq postes exécutifs du Missouri, Carnahan est battu par le sénateur et ancien shériff républicain Mike Parson, qui le devance de 11 points (53 % contre 42 %).